# Eurymedon (Sohn des Minos)
Eurymedon (altgriechisch Εὐρυμέδων Eurymédōn) ist eine Gestalt der griechischen Mythologie.
Eurymedon war laut der Bibliotheke des Apollodor ein Sohn des Königs Minos von Kreta und der Nymphe Pareia. Er hatte drei Brüder, Nephalion, Philolaos und Chryses, mit denen er gemeinsam auf der Insel Paros lebte. Als Herakles sich zur Erfüllung seiner neunten von insgesamt zwölf Arbeiten aufmachte, bei der er Eurystheus den Gürtel der Amazonenkönigin Hippolyte bringen musste, segelte er mit seinen Kampfgefährten u. a. auch nach Paros. Als zwei seiner Männer an Land gingen, wurden sie von Eurymedon und seinen Brüdern getötet. Die vier Minossöhne fanden aber ihrerseits durch die Hand des aufgebrachten Herakles den Tod.
Der Held belagerte nun die übrigen Bewohner der Insel in ihrer Stadt, ließ sich jedoch auf Vermittlung von Gesandten der Eingeschlossenen dadurch versöhnen, dass er als Ersatz zwei beliebig von ihm gewählte Geiseln zur Begleitung auf seinem weiteren Zug erhielt. Er wählte sich die Söhne des Androgeos, eines Stiefbruders von Eurymedon, und segelte danach von Paros wieder ab.